# Gradskovo
Gradskovo (cyr. Градсково) – wieś w Serbii, w okręgu zajeczarskim, w mieście Zaječar. W 2011 roku liczyła 504 mieszkańców.